# La Première Gorgée de bière et autres plaisirs minuscules
La Première Gorgée de bière, et autres plaisirs minuscules est un recueil de Philippe Delerm qui parut en 1997 et reçut le prix Grandgousier la même année.
L’auteur publie régulièrement ses textes depuis le début des années 1980 (son premier roman, La Cinquième Saison, a été publié en 1983), mais il semble que ce soit avec la publication de La Première Gorgée de bière, et autres plaisirs minuscules, qu’il est véritablement découvert du grand public.

## Genre et influences
Le recueil de Philippe Delerm joue avec des réminiscences éphémères de sensations et situations anecdotiques du quotidien. Il est composé de trente-quatre titres.
Selon le précepte d’Émile Zola, Philippe Delerm peint « la vie toute nue, la vie banale, telle qu'elle est. ». Il s'intéresse à de petits instants de l'existence qui pourraient appartenir au souvenir de chacun. Pour autant, il ne se contente pas de les envisager avec conscience mais également avec sensualité, émotivité, poésie (refus de la logique au profit des sensations), et s'éloigne ainsi de l'approche purement scientifique du mouvement naturaliste.
L’auteur se penche vertigineusement sur les possibilités de chaque objet ou émotion qu'il décrit et ses textes en portent les stigmates. Ils semblent souvent plus proches du discours poétique que du récit narratif pur. La fluidité des enchaînements du propos, et donc, la part narrative qu'implique celui-ci, tend toujours vers le lyrisme. Du point de vue de cette démarche, les textes de Delerm peuvent faire penser aux poèmes en prose de Charles Baudelaire. Une différence majeure entre les recueils Le Spleen de Paris et La Première Gorgée de bière, par exemple, réside dans l'attrait qu'a Baudelaire pour le désespoir, tandis que Philippe Delerm se montre beaucoup plus optimiste. Il refuse de s'ennuyer de ce qui lui est familier, il contribue par son écriture à augmenter le prix de la plus petite joie quotidienne.
Les écrits de Philippe Delerm se situent dans une dynamique de l'ethos (des mœurs, du domaine populaire) et du pathos (des passions qui balancent entre un caractère populaire et un enjeu poétique qui regardent tous deux vers « l'universalité » du propos). Lui-même indique dans Ecrire est une enfance : « J'ai fini par déduire un système qui m'arrangeait bien : renoncer à tout ce qui est de l'ordre de la logique, ne pas essayer de saisir le monde par le raisonnement, mais seulement par l'acuité des sensations. » . Déjà dans l'esprit de leur auteur, les textes courts de Philippe Delerm s'inscrivent dans une démarche originale qui privilégierait une écriture « thymique » (qui concerne l'humeur) à une écriture « noétique » (qui concerne la connaissance). On devine davantage la sensibilité de l'écrivain en creux des textes, qu'une idéologie. Les microcosmes delermiens entretiennent de réelles affinités avec divers genres littéraires auquel ils ne peuvent être réductibles.
L’auteur mélange invariablement les genres « canoniques » (c'est-à-dire conformes aux règles habituelles) au cœur de son premier recueil afin d'atteindre ce qui deviendra son propre genre. Il allie le fragment à la narration et à la poésie, aussi pourrait-on qualifier sa plume de  « fileuse de prose poétique ». Ses textes entretiennent des affinités avec des genres si variés qu’ils peuvent donc être qualifiables d' hybridations. Les textes courts de Philippe Delerm transpirent, outre leur sensualité indéniable, une sensibilité particulière fortement liée à l'enfance. Des morceaux, à première vue aux rapports innocents, participent d'un réel système intertextuel propre à l'auteur. La forme brève même des recueils étudiés et les appels de réminiscence qu'ils impliquent, contribuent à cette sublimation de l'état d'enfance. De même le refus de l'appréhension logique du monde au profit de son approche sensible peut être comparable à un syndrome de Peter Pan qui motiverait l'écriture delermienne et serait un indice de la singularité de l'auteur.

## Titres
Les titres des textes appréciés sont des expressions tantôt nominales (Le croissant du trottoir), tantôt verbales (On pourrait presque manger dehors) : des groupements de sèmes, des déclencheurs d'attention, des passeurs de sens qui s'apprêtent à influencer l'ensemble du discours. Les titres de Philippe Delerm ne mentent pas, ils sont toujours des indices relatifs au discours qui va suivre. L'influence directe des titres sur le contenu des textes courts observés peut faire penser en un certain sens au Dictionnaire des idées reçues de Gustave Flaubert. En réalité la poésie surpasse tous les préconçus. À l'inverse de ces propos de surface, elle plonge au-delà des apparences et touche la sensibilité du lecteur. Ainsi elle détruit toute stéréotypie. Si les titres des textes courts de Philippe Delerm sèment le doute quant au contenu du discours, le discours lui-même étonne tant il est apte à ressusciter des émotions. La prose de Philippe Delerm s'inspire de la poésie qui naît de la recherche d'instants passés.
Les titres des recueils et textes delermiens agissent comme un avertissement, une notice, et une invitation. D'eux-seuls semble dépendre l'émergence du récit. Ils sont à la fois des alibis pour l'écrivain et des stimuli pour son lecteur, et laissent peu de place à la fantaisie d'un final singulier. Si l'on ne peut véritablement parler de dénouement pour qualifier la fin des textes delermiens, nous pouvons néanmoins observer une récurrence de son phrasé conclusif mi axiomatique, mi poétique « On a cueilli les mûres, on a cueilli l’été. Dans le petit virage aux noisetiers, on glisse vers l’automne ».  Ces phrases de clôture sont construites selon une rhétorique qui laisse deviner le plus souvent la voix de leur auteur.

## Œuvres suivantes
À la suite de son premier grand succès, Philippe Delerm prend souvent le parti de bâtir ses titres de recueils sur le modèle de La Première Gorgée de Bière. Cela leur confère un caractère optimiste, ce qui vaut à son œuvre d'être qualifiée de « minimalisme positif » (un ouvrage de Rémi Bertrand y est consacré aux Éditions du Rocher : Philippe Delerm et le minimalisme positif, publié en 2005). Au fil des écrits, l'auteur se livre doucement de manière plus intime. L'on y devine ses goûts, le nom de son épouse, les lieux qu'il fréquente, les petites choses qui le comblent où l'exaspèrent, les lectures, les tableaux, les musiques qu'il chérit, ses moindres impressions de la réalité, etc. Le dernier recueil du genre : Et vous avez eu beau temps ? La Perfidie ordinaire des petites phrases, est paru en janvier 2018.